# تتح (فلم)
تتح هو فيلم كوميدي مصري إنتاج عام 2013، بطولة محمد سعد.

## قصة الفيلم
تدور أحداث الفيلم حول تتح (محمد سعد)؛ الرجل الفقير ضيق الرزق الذي يعيش في أحد أحياء عابدين، والذي يتعرف على فتاة جميلة عن طريق الإنترنت (دوللي شاهين) بمساعدة ابن أخته (عمر مصطفى متولي) الذي يعيش معه، تبدأ حياة تتح في التغير تمامًا، عندما تتعرض هذه الفتاة للاختطاف من قبل مجهولين ويحاول هو إنقاذها.

## بطولة
- محمد سعد
- دوللي شاهين
- مروى
- سيد رجب
- سمير غانم
- رجاء الجداوي
- عمر مصطفى متولي
- نبيل عيسى
- بوسي
- سامي مغاوري
- هياتم
- محمد الجوهري
- حمادة صميدة

## روابط خارجية
- مقالات تستعمل روابط فنية بلا صلة مع ويكي بيانات